# 5006 Teller
5006 Teller este un asteroid din centura principală de asteroizi.

## Descriere
5006 Teller este un asteroid din centura principală de asteroizi. A fost descoperit pe 5 aprilie 1989 la Observatorul Palomar de Eleanor Francis Helin. El prezintă o orbită caracterizată de o semiaxă mare de 3,18 ua, o excentricitate de 0,07 și o înclinație de 7,6° în raport cu ecliptica.